# Ezio Ranaldi
Ezio Ranaldi (Foligno, 20 aprile 1936) è un compositore, medico chirurgo e odontoiatra italiano.

## Biografia
Specialista in odontostomatologia e protesi dentale, Ezio Ranaldi è anche autore iscritto alla SIAE dal 1962 e socio della SIAE dal 1992.
È inoltre produttore di musiche per sigle, film e documentari, presidente dell'Associazione Non Smoking Generation, presidente del Circolo Subasio di Assisi, presidente della Cooperativa San Lorenzo Multimedia, vicepresidente regionale dell'Umbria di Italia Nostra, presidente del Jazz Club Foligno e segretario dell'associazione Ethnos per le arti e le tradizioni popolari.
Come compositore ha percorso un itinerario musicale vario: dalla musica leggera, alla musica sacra.
Ha iniziato l'attività artistica partecipando nel 1963 alla trasmissione televisiva Gran Premio, nella squadra dell'Umbria e delle Marche.
Autore di musiche e testi di musica leggera quali il brano vincitore del festival "Un giovane per l'Europa" dal titolo "Dove sei felicità" cantato da Mack Porter e dei brani del disco 33 giri per la Ri-Fi "Peace on you" per lo stesso cantante e per il disco di Bruno Lauzi nel brano "La memoria di quei giorni" della Ri-Fi.
Nella lunga collaborazione con la Rai ha firmato le sigle del TG3 e per la radio quelle di "Via Asiago tenda" oltre alle colonne sonore per "Un poeta un attore" (oltre 600 puntate), per radio1.
Ha prodotto il commento sonoro  della serie televisiva di 11 puntate di "Combat Film" per Raiuno. Da quest'ultima sono state tratte una serie di 24 episodi in videocassette per le edicole che hanno avuto il record nazionale di vendita per il primo numero, distribuite in 850 000 copie e riedite in tre edizioni in DVD.
Per la TV è stato autore della colonna sonora di due serie di "Qui squadra mobile" e "Qui Polizia" di Anton Giulio Majano e di tre telefilm della serie "Saman" per Raidue.
Per il teatro ha prodotto e composto le musiche de "Il Presidente" di Rocco Familiari per la regia di Krzysztof Zanussi.
Nelle librerie è stato distribuito il Cd della Ricordi "Mittente Sconosciuta" con poesie di Corrado Calabrò per la voce di Achille Millo e Riccardo Cucciolla e con il suo commento musicale.
Per le edizioni Paoline, il trittico in videocassette dedicato alle città del Giubileo: Roma, Gerusalemme e Assisi.
Nelle edicole nell'inserto del quotidiano "la Stampa" "Specchio", il cdrom "Indagine sulla morte di Mussolini".
Ha inoltre firmato come autore i commenti musicali dei documentari su Francesco Paolo Michetti e su William Congdon per "Grandi Mostre" di Raiuno, dei documentari "ABC del Mare", "Una casa una storia", "Davide Maria Turoldo".
Per musiche sigle e stacchi nella trasmissione "Tandem" con Fabrizio Frizzi, "Argento e Oro" di Luciano Rispoli, "Casablanca" di Gabriele La Porta e dello speciale sull'attentato agli Uffizi di Federico Zeri per Raiuno.
Attualmente si dedica a produzioni televisive di documentari, sceneggiati televisivi e alla scrittura di sottofondi musicali e di musiche su testi francescani, di cui alcune già presentate in esecuzioni per orchestra e coro nella Basilica Superiore di San Francesco in Assisi.